# Robertsdale (Alabama)
 Robertsdale és una ciutat dels Estats Units a l'estat d'Alabama. Segons el cens del 2000 tenia 3.782 habitants.

## Demografia
Segons el cens del 2000, Robertsdale tenia 3.782 habitants, 1.444 habitatges, i 1.054 famílies La densitat de població era de 267,4 habitants/km².
Dels 1.444 habitatges en un 36,4% hi vivien nens de menys de 18 anys, en un 55,3% hi vivien parelles casades, en un 13,7% dones solteres, i en un 27% no eren unitats familiars. En el 23,5% dels habitatges hi vivien persones soles l'11,2% de les quals corresponia a persones de 65 anys o més que vivien soles. El nombre mitjà de persones vivint en cada habitatge era de 2,6 i el nombre mitjà de persones que vivien en cada família era de 3,06.
Per edats la població es repartia de la següent manera: un 28,1% tenia menys de 18 anys, un 9,6% entre 18 i 24, un 27,7% entre 25 i 44, un 21,1% de 45 a 60 i un 13,5% 65 anys o més.
L'edat mediana era de 34 anys. Per cada 100 dones hi havia 90,3 homes. Per cada 100 dones de 18 o més anys hi havia 86,9 homes.
La renda mediana per habitatge era de 33.194 $ i la renda mediana per família de 39.138 $. Els homes tenien una renda mediana de 30.788 $ mentre que les dones 19.852 $. La renda per capita de la població era de 16.510 $. Aproximadament el 9,8% de les famílies i l'11,2% de la població estaven per davall del llindar de pobresa.

## Poblacions més properes
El següent diagrama mostra les poblacions més properes.